# الهندوسية في النمسا

رمز "أوم" في الديفاناغارية

الهندوسية هي ديانة أقلية في النمسا، وتشكل حوالي 0.15٪ من سكان النمسا. الهندوسية ليست واحدة من 16 ديانة معترف بها في النمسا. يسمح القانون النمساوي للجماعات الدينية غير المعترف بها كمجتمعات بالسعي للحصول على وضع رسمي كمجتمعات طائفية لدى مكتب الشؤون الدينية. الهندوسية هي واحدة من ثماني طوائف طائفية في النمسا. ومع ذلك، يتم تصنيف ساهايا يوغا والجمعية الدولية لوعي كريشنا على أنها جمعيات، وليست كمجتمع طائفي.

## تاريخ

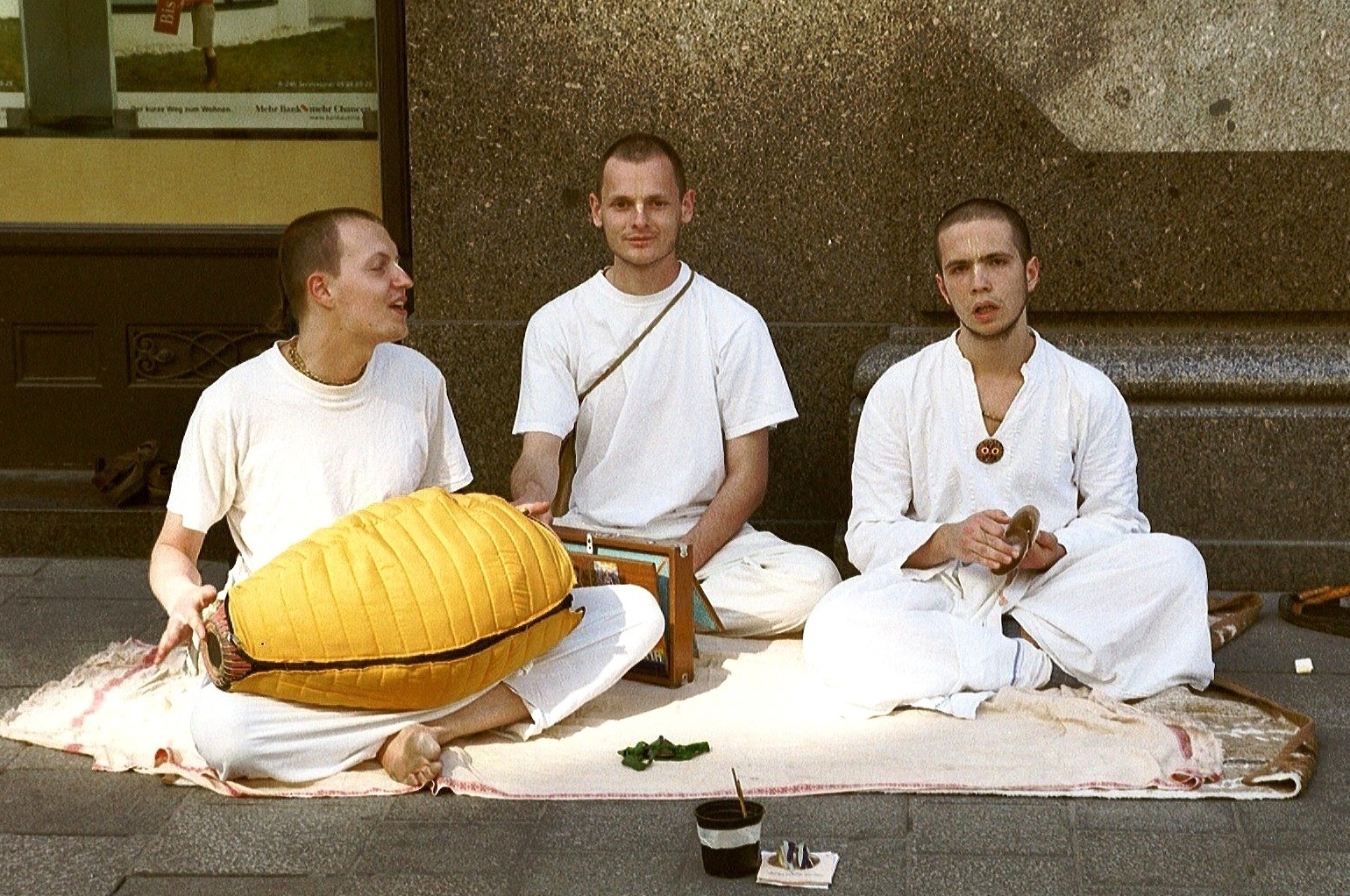
هير كريشناس في النمسا

في عام 1980, أسس البنغالي بيمال كوندو أول مجتمع ديني هندوسي في النمسا، للهندوس المهاجرين من شبه القارة الهندية. يدير الآن معبدًا صغيرًا يقع في غرفة في المعهد الأفرو آسيوي. منذ عام 1998, أصبحت «الجمعية الدينية الهندوسية في النمسا» (hroe) ممثلة رسمية لـ «مجتمع طائفي مسجل لدى الدولة» لجميع الهندوس. وهي واحدة من إحدى عشرة مجموعة دينية تشكل مجتمعات طائفية وفقًا للقانون النمساوي بشأن وضع الطوائف الدينية. إنه ليس دينًا معترفًا به قانونيًا بعد، وبالتالي فهو غير مؤهل للحصول على الدعم من الدولة، ومع ذلك قد يكونون مؤهلين لذلك بعد 20 عامًا من الوجود.

## التركيبة السكانية
اعتبارًا من عام 2017, شكلت الهندوسية 0.15٪ من سكان النمسا. يوجد حوالي 11000 هندوسي في النمسا.

## مجموعات هندوسية في النمسا
- جمعية ماندير الهندوسية هي واحدة من أقدم المنظمات في فيينا. تأسست في عام 1991 ولديها مهرجان كريشنا جانماشتامي وغانيش شاتورثي ومهرجان ديوالي ميلا وباغواتي جاغران سنويًا. في عام 2006, تقدمت بطلب للحصول على وضع الطائفة الدينية ولكنها سرعان ما سحبت طلباتها وأعادت تقديم الطلبات تحت اسم المجتمع الديني الهندوسي ومنحت الوضع الجديد.[7]
- حركة هاري كريشنا، المعروفة أكثر باسم حركة Hare Krishna, لديها ثلاثة مراكز في النمسا، وكلها تقع في فيينا:
  - شرق عدن،
  - غوفيندا،
  - مركز ISKCON للدراسات الفيدية.
- أنشأت كريشنا بعثة كريشنا لانكا ماندير في فيينا، التي لديها سنويا المهرجان.
- جامعة براهما كوماريس الروحية العالمية (BKWSU), وهي منظمة روحية هندوسية جديدة في العصر الجديد لديها ثلاثة مراكز في النمسا، وتقع في فيينا وغراتس ورانكويل.[8]
- حركة Osho, Sahaja Yoga, Sai Baba, Sri Chinmoy لها أيضًا حضور صغير. جنبا إلى جنب مع هاري كريشنا يتم تصنيفهم على أنهم «طوائف». تستخدم الحكومة مصطلح «طوائف» للإشارة إلى المنظمات الصغيرة التي يقل عدد أعضائها عن 100 عضو. تضم الجماعة الدينية الهندوسية فقط أكثر من 100 عضو، وهي المنظمة الهندوسية الوحيدة التي تشكل واحدة من «الطوائف الدينية» في النمسا.[7]

## روابط خارجية
- جمعية ماندير الهندوسية
- الجالية الهندوسية في النمسا (HRÖ)
- سري سري رادها جوفيندا ماندير
- ISKCON النمسا وألمانيا (بالألمانية)
- الكنائس والطوائف الدينية في فيينا

1. 1 2  Österreich - Religionszugehörigkeit 2019 | Statista نسخة محفوظة 2 فبراير 2021 على موقع واي باك مشين.
2. ↑  United States Department of State
3. ↑  Home | Hindu Mandir Association نسخة محفوظة 21 أبريل 2019 على موقع واي باك مشين.
4. ↑  https://www.hinduismtoday.com/archives/2014/1-3/pdf/Hinduism-Today_Jan-Feb-Mar_2014.pdf نسخة محفوظة 2020-08-06 على موقع واي باك مشين.
5. ↑  "Austria". State.gov. 14 أكتوبر 2015. مؤرشف من الأصل في 2020-10-27. اطلع عليه بتاريخ 2016-03-22.
6. ↑  "Churches and religious communities". Wien.gv.at. مؤرشف من الأصل في 2019-01-26. اطلع عليه بتاريخ 2016-03-22.
7. 1 2  United States Department of State نسخة محفوظة 23 أكتوبر 2020 على موقع واي باك مشين.
8. ↑  "Brahma Kumaris Official Website - FAQ". Brahmakumaris.org. 1 يناير 2000. مؤرشف من الأصل في 2016-05-14. اطلع عليه بتاريخ 2016-03-22.